# De Kempenaer
De Kempenaer (ook: Van Andringa de Kempenaer) is een van oorsprong Brussels geslacht waarvan een telg zich in 1581 in Amsterdam vestigde. Een tak van het geslacht behoort sinds 1816 tot de Nederlandse adel.

## Geschiedenis
De stamvader is Jan de Kempenere, vermeld te Brussel 1422-1466. Guilliam de Kempenaer († 1611) uit Brussel, koopman in specerijen, werd in 1581 poorter van Amsterdam. De in de Noordelijke Nederlanden gevestigde takken leverde vooral koopmannen, later juristen onder wie veel rijksadvocaten.
Een tak van de familie heet Van Andringa de Kempenaer. Drie leden van deze tak gingen met hun wettige afstammelingen in mannelijke lijn in 1816 en 1861 door verheffing behoren tot de adel van het koninkrijk der Nederlanden.

## Enkele telgen

### Niet-adellijke tak
Hendrik de Kempenaer (1623-1690), zijdewinkelier te Amsterdam
- Ds. Jacob de Kempenaer (1666-1726), predikant
  - Mr. Johan de Kempenaer (1707-1771), griffier van Raad en Leenhove van Brabant en Overmaze
    - Mr. Jacob de Kempenaer (1738-1809), raadsman bij het Hof van Holland, ontvanger-generaal der Marine, landsadvocaat van de Bataafse Republiek 1798-1805, schepen van Den Haag 1806-1808[3]
      - Pieter Pama de Kempenaer (1762-1841), koopman
        - Mr. Jacob Mattheus de Kempenaer (1793-1870), jurist en politicus, onder meer voorzitter van de Ministerraad
          - Mr. Jacob Ursel de Kempenaer (1820-1895), rijksadvocaat, lid gemeenteraad en wethouder van Arnhem
            - Willem Jacob Anton de Kempenaer (1849-1907), officier, directeur Nederlands-Indische Cultuur Mij.
              - Jacob Ursel de Kempenaer (1880-1965), directeur Installaties der Bataafse Petroleum Maatschappij
                - Thalia de Kempenaer (1917-2000); trouwde in 1948 met ir. Jean Baptiste August (Guus) Kessler (1888-1972), bestuurder bij Koninklijke Olie en tennisser

            - Jacob Mattheüs de Kempenaer (1853-1900), burgemeester van Voorschoten, Oegstgeest en Voorhout
              - Adriana Catharina de Kempenaer (1886-1961); trouwde in 1906 met Willem Johan Jacob Cornelis Bijleveld (1878-1952), archivaris en genealoog
                - Thomas Theodorus Mattheus Hubertus Bijleveld (1916-1996), burgemeester van Breukelen en Rhenen

              - Jacoba Ursula de Kempenaer (1888-1988); trouwde in 1926 met jhr. Frederik Theodorus van der Wijck (1884-1961)
                - Jhr. dr. Henri Wolter Matheus van der Wyck (1927-2001), kunsthistoricus

          - Johan Jacob de Kempenaer (1832-1919), ambtenaar
            - Johan Jacob de Kempenaer (1871-1943), burgemeester, laatstelijk van Zelhem

        - Mr. Gerrit Nicolaas de Kempenaer (1805-1886), rechter
          - Nicolaas Reinier de Kempenaer (1838-1912), directeur gasfabriek
            - Mr. Gerrit Jacob de Kempenaer (1869-1951), griffier Centrale Raad van Beroep
              - Jeanne de Kempenaer (1897-1945), eerste secretaris van het eerste Louis Couperus Genootschap
              - Hermine Gerarda de Kempenaer (1903-1997), eerste presidente van de Oorlogsgravenstichting

      - Sara Clazina de Kempenaer (1771-1812); trouwde in 1809 met ds. Reinier Pieter van de Kasteele (1767-1845), predikant, later  directeur Koninklijk Kabinet van Zeldzaamheden

    - Mr. Ludovicus Timon de Kempenaer (1752-1812), voorzitter van de Nationale vergadering van de Bataafse Republiek
- Dancker de Kempenaer (1668-1746); trouwde in 1694 met Romelia van Andringa (1672-1743), waaruit de adellijke tak (zie hierna)

### Adellijke tak

Dancker de Kempenaer (1668-1746), secretaris ter Admiraliteit van Friesland, raad en burgemeester van Harlingen; trouwde in 1694 met Romelia van Andringa (1672-1743)
- Hendrik de Kempenaer (1709-1788), rentmeester der geestelijke goederen in Peelland, schepen van 's-Hertogenbosch
  - Regnerus Livius van Andringa de Kempenaer (1752-1813), grietman van Lemsterland 1772-1795, staatsraad i.b.d., landdrost van Friesland 1807-1810
    - Jhr. Antoon Anne van Andringa de Kempenaer (1777-1825), lid Tweede Kamer der Staten-Generaal, in 1816 verheven in de Nederlandse adel
      - Jhr. mr. Onno Reint van Andringa de Kempenaer (1801-1868), grietman van Lemsterland 1825-1830 en Rauwerderhem 1830-1837
        - Jhr. Regnerus Livius van Andringa de Kempenaer (1804-1854), publicist

      - Jhr. Tjaard Anne Marius Albert van Andringa de Kempenaer (1806-1870), grietman van Het Bildt 1834-1855, lid Eerste Kamer der Staten-Generaal 1850-1865
        - Jhr. Imilius Josinus Willem Hendrik van Andringa de Kempenaer (1844-1895), burgemeester van Ferwerderadeel 1869-1879
          - Jkvr. Amelia Gerardina van Andringa de Kempenaer (1871-1961); trouwde in 1890 met Gerrit Nicolaas van Haersma de With (1863-1901), burgemeester
          - Jkvr. Epea van Andringa de Kempenaer (1878-1932); trouwde in 1909 met jhr. Berend Eekhout (1870-1951), burgemeester

        - Jkvr. Josine Imilie van Andringa de Kempenaer (1845-1870); trouwde in 1866 met jhr. mr. Idzerd Frans van Humalda van Eysinga (1843-1907), lid Provinciale en Gedeputeerde Staten van Friesland, van de Tweede Kamer, van de Raad van State
        - Jkvr. Henriette Jacoba van Andringa de Kempenaer (1847-1880); trouwde in 1873 met Alexander Dirk Pieter Valentijn van Löben Sels (1847-1938), lid Provinciale en Gedeputeerde Staten van Gelderland, van de Tweede Kamer
        - Jkvr. Rigtje Johanna van Adringa de Kempenaer (1853-1923); trouwde in 1883 met dr. Maurits Anton Brants (1853-1929), burgemeester van Zelhem, en van 1901 tot 1906 was hij tevens lid van de Gelderse Provinciale Staten, lid  Tweede Kamer der Staten-Generaal

    - Jhr. Wilco Holdinga van Andringa de Kempenaer (1809-1873), grietman van Lemsterland 1836-1851, in 1861 verheven in de Nederlandse adel
    - Jhr. Julius Burmania van Andringa de Kempenaer (1813-1887), grietman van Doniawerstal 1840-1847, in 1861 verheven in de Nederlandse adel
      - Jkvr. Tjallinga Aurelia Wilhelmina Camstra van Andringa de Kempenaer (1838-1908); trouwde in 1875 met jhr. mr. Idzerd Frans van Humalda van Eysinga (1843-1907), lid Provinciale en Gedeputeerde Staten van Friesland, van de Tweede Kamer, van de Raad van State
      - Jhr. Willem van Andringa de Kempenaer (1839-1888), ingenieur
        - Jhr. Willem Regnerus Livius van Andringa de Kempenaer (1878-1931), burgemeester van Zweeloo 1909-1914, Utingeradeel 1914-1919 en Aengwirden 1919-1929

      - Jhr. mr. Daniël Wilco van Andringa de Kempenaer (1847-1915), kantonrechter
        - Jkvr. Aletta Catharina van Andringa de Kempenaer (1876-1963); trouwde in 1901 met dr. Johan Edzart van Welderen baron Rengers (1877-1963), veefokker en politicus